# Коростовцев Михайло Олександрович
Михайло Олександрович Коростовцев (10 (23) квітня 1900, с. Попівка, Павлоградський повіт, Катеринославська губернія — 12 жовтня 1980, Москва) — радянський єгиптолог, історик Стародавнього Сходу, дійсний член АН СРСР по Відділенню історії (1974).

## Біографія
Закінчив 6-ю Тифліську гімназію в 1919 році. У гімназичні роки листувався з відомим єгиптологом академіком Борисом Тураєвим. У 1920—1922 роках навчався в Політехнічному інституті в Тифлісі. Був призваний в Червону Армію і прослужив там до 1924 року. Потім служив в торговельному флоті. У 1929 році вступив до лав Комуністичної партії.
У 1934 році закінчив заочно історичний факультет Азербайджанського університету. В 1935 році був запрошений академіком Василем Струве на наукову роботу в Інститут сходознавства. Захистив кандидатську дисертацію «Рабство в Єгипті в епоху XVI династії» (1939); в 1943 році — докторську дисертацію "Письмо і мова стародавнього Єгипту. (Досвід культурно-історичного дослідження) ". З 1943 року — вчений секретар Інституту історії АН СРСР у Москві, з 1944 року — професор.
У 1944 направлений до Єгипту як кореспондент ТАСС і представник АН СРСР з гуманітарних наук. За спробу втекти до Англії був арештований 19 серпня 1947 і доставлений в СРСР; 29 травня 1948 року засуджений за ст. 58-1а КК РРФСР на 25 років виправно-трудових таборів. Достроково звільнений після перегляду справи (20 січня 1955).
Працював старшим науковим співробітником ІВ АН СРСР (Москва); з 1965 року завідував відділом Стародавнього Сходу. З 1974 року — дійсний член АН СРСР по Відділенню історії (історія зарубіжного Сходу). Почесний член Французького єгиптологічного товариства і Єгиптологічного інституту в Празі.
Помер в Москві, похований на Новому Донському кладовищі, поруч з Загальною могилою жертв репресій № 3.

## Нагороди
- Орден Дружби народів (22.04.1980)[2]
- Орден «Знак Пошани»

## Основні роботи
Автор понад 200 наукових публікацій.
- / Пер. М. А. Коростовцева. — М. : ИВЛ, 1960. — 134 с. — (Памятники литературы народов Востока. Тексты. Большая серия) Архівовано з джерела 17 серпня 2021
- Египетский язык. — М. : ИВЛ, 1961. — 103 с. — (Языки зарубежного Востока и Африки)
- Писцы древнего Египта. М.: ИВЛ, 1962. 174 с. (2-е изд., доп.: СПб: Журнал «Нева»; Летний сад, 2001. 368 с.)
- Иератический папирус № 127 из собрания ГМИИ им. А. С. Пушкина / М. А. Коростовцев. — М. : ИВЛ, 1961. — 72 с.
- Введение в египетскую филологию. М., 1963. 280 с.
- Grammaire du neoegyptien. М., 1973. 502 с.
- Религия древнего Египта. М.: Наука, 1976. 336 с. (2-е изд.: СПб.: Летний сад, 2001.)
- Повесть Петеисе III. Древнеегипетская проза / Пер. М. А. Коростовцева. М.: Художественная литература, 1978. 304 с.